# Palau de Catete
El Palau de Catete (portuguès: Palácio do Catete), localitzat al barri de Catete, a Rio de Janeiro, va ser la seu del poder executiu del Brasil des de 1897 (en els primers anys de la República) fins al 1960, quan la capitalitat del país va ser traslladada a la nova ciutat de Brasília. En aquell moment, el palau va passar a formar part del "Museu de la República", entre altres institucions.
A l'interior del museu, hi ha guardats prop de 8.500 objectes, vint mil llibres i noranta mil documents; per ell van passar 18 presidents de la república.

## Història

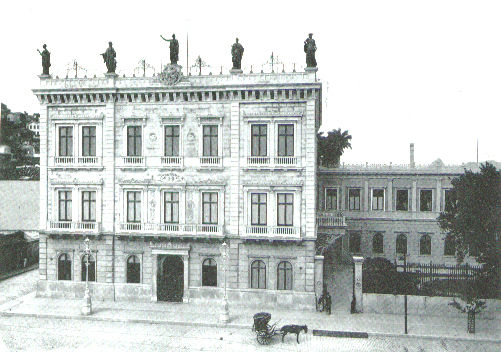
Palau de Catete el 1897 (foto de Marc Ferrez).

Un exemple d'arquitectura neoclàssica, el Palau de Catete va ser construït el 1867 pel llavors Baró de Nova Friburgo, Don Antônio Clemente Pinto. El 24 de febrer de 1897, es va convertir en la seu de la Presidència de la República per ordre del president Manuel Vitorino.
El president Getúlio Vargas es va suïcidar el 24 d'agost del 1954 amb un tret al cor, a la seva habitació al Palau de Catete. Des que Brasília va ser designada capital del país el 21 d'abril de 1960, el palau es va convertir en el "Museu de la República", un complex cultural dotat d'amplis jardins i llacunes artificials, que van fins a la platja de Flamengo. L'àrea és de visita lliure i és usada com a espai de lleure pels habitants de la ciutat.